# 毛葶苈
毛葶苈（学名：Draba eriopoda）为十字花科葶苈属下的一个种。

## 扩展阅读
- 維基物種上的相關：毛葶苈